# Perses (tytan)
Perses (gr. Πέρσης Pérsēs, Περσαῖος Persaîos, łac. Perses, Persaeus) – w mitologii greckiej syn tytana Kriosa i jego żony Eurybii. Ze swoją małżonką, tytanidą Asterią, miał tylko jedną córkę – Hekate.